# Roxx Gang
I Roxx Gang sono un gruppo sleaze/glam metal formato a Tampa, Florida nel 1985.

## Storia
Fondati dal frontman Kevin Steele, nativo di Cleveland, la band nacque in Florida nel 1985.
La prima demo includeva le tracce "Danger", "Lord Of The Jungle", "Too Cool For School", "Take It Off!" e "No Easy Way Out". Dopo questo, iniziarono diversi concerti attorno alla zona, di supporto ai Black Oak Arkansas, Savatage e Girlschool fino ad essere notati dalla Combat Records. L'etichetta newyorkese li fece entrare in studio con il batterista dei The Rods Carl Canedy alla produzione, come risultato venne pubblicata la demo Love 'Em And Leave 'Em' nel 1987 che però non venne pubblicata ufficialmente. Questo disco raccoglieva il materiale demo prodotto da Carl Canedy che assicurò il gruppo alla Virgin. Le cinque tracce, "Scratch My Back", "Fastest Gun In Town", "Live Fast Die Young", "Too Cool For School" e "No Easy Way Out" vennero inserite nel debut. Durante il periodo di registrazioni del disco, il chitarrista Eric Caroll venne trovato morto dopo essere precipitato da un ponte in un fiume, in circostanze sconosciute.
Steele arruolò poi Jeff Taylor al posto del defunto Caroll, ed il secondo chitarrista Wade Hayes, che aveva suonato il basso nella prima incarnazione della band. La Virgin Records notò la band nel 1988 e li fece firmare un contratto dopo aver sentito le loro demo. I Roxx Gang così entrarono in studio a Los Angeles con Beau Hill alla produzione. Con una formazione composta da Steele, Jeff Taylor (chitarra), Wade Hays (chitarra), Roby "Strychnine" Strine (basso) e David James Blackshire (batteria) pubblicano nello stesso anno il debut Things You've Never Done Before. L'album riuscì a vendere un quarto di un milione di copie in tutto il mondo grazie ai singoli "Scratch My Back" e "No Easy Way Out". Di questi brani vennero anche girati i videoclip, diretti rispettivamente da Nigel Dick (Guns N'Roses) e Ralph Ziman (L.A. Guns), che vennero trasmessi a ruota su MTV. Ma il periodo di successo ebbe breve vita. Il gruppo si spostò sotto la Sony/Epic Records, ma nessun disco venne pubblicato dalla nuova collaborazione provocando il declino del quintetto nel 1991 a causa dell'abbandono della stessa label per via del cambio di tendenze musicali incentrate ormai sul nuovo movimento grunge. Steele dopo questo, riformò i Roxx Gang nel 1992 con un'altra formazione, arruolando Stacey Blades (chitarra) derivante dalla band Fraidy Cat di Toronto, Dorian Sage (basso) e Tommy Weder (batteria) e dopo aver firmato per l'etichetta texana Perris Records, realizzarono il nuovo album The Voodoo You Love nel 1995. Mentre un anno dopo viene finalmente pubblicata la prima raccolta di demo Love 'Em and Leave 'Em che era rimasta irrealizzata. La band decise di cambiare direzioni musicali con la realizzazione dell'album Mojo Gurus (1999), aggiungendo Jeff Vitolo alla chitarra e Vinnie Granese al basso, per un sound dalle sonorità più dure e aggressive che finì per non soddisfare i vecchi fans dell'hard rock anni 80. "Mojo Gurus" era il nome di un altro progetto di Stacey Blades a cui parteciparono alcuni membri dei Roxx Gang. L'album Mojo Gurus quindi è in alcuni casi accreditato come album dei Roxx Gang, ma è realmente un progetto parallelo fondato dal chitarrista. Durante lo stesso anno vede la luce anche Old, New, Borrowed & Blue, una raccolta di tracce irrealizzate e inedite, che contribuì a portare i Roxx Gang come tra i gruppi sotto la Perris che vendettero più copie. L'album Drinkin' T.N.T. and Smokin' Dynamite del 2000 segnò il ritorno delle vecchie sonorità; esso includeva anche la cover "Highway 61 Revisited" di Bob Dylan. Anche quest'album, come il precedente, verrà diffuso sia come album dei Roxx Gang, che come album dei Mojo Gurus.
Dopo questo Stacey Blades si sposterà a Los Angeles, nella band Supercool con Eric Stacey dei Faster Pussycat ed il batterista Vikki Foxx dei Enuff Z'Nuff e Warrant. Più tardi raggiungerà gli L.A. Guns. Nel 2001 viene pubblicata una raccolta dei Roxx Gang intitolata Bodacious Ta Tas.

## Formazione

### Ultima
- Kevin Steele - voce
- Stacey Blades - chitarra
- Jeff Vitolo - chitarra
- Vinnie Granese - basso
- Tommy Weder - batteria

### Ex componenti
- Eric Carroll - chitarra (R.I.P.)
- Wade Hayes - chitarra
- Jeff Taylor - chitarra
- Roby Strine - basso
- David James Blackshire - batteria
- Dorian Sage - basso

## Discografia

### Album in studio
- 1985 - Love 'Em and Leave 'Em
- 1988 - Things You've Never Done Before
- 1996 - The Voodoo You Love
- 1998 - Mojo Gurus
- 2001 - Drinkin' T.N.T. and Smokin' Dynamite

### Raccolte
- 1999 - Old, New, Borrowed & Blue
- 2002 - Bodacious Ta Tas
- 2011 - Boxx Of Roxx
- 2014 - Last Laugh (The Lost Roxx Gang Demos)

### Singoli
- 1988 - No Easy Way Out
- 1988 - Scratch My Back

## Videografia
- 1999 - Roxx Gang
- Hot For Love